# Hyposcada beatesiana
Hyposcada beatesiana är en fjärilsart som beskrevs av Felix Bryk 1937. Hyposcada beatesiana ingår i släktet Hyposcada och familjen praktfjärilar. Inga underarter finns listade i Catalogue of Life.